# 胡福
胡福（1428年—？），字百順，河南開封府儀封縣人，匠籍，明朝政治人物。同進士出身。

## 生平
景泰元年（1450年）庚午科河南鄉試第十六名。景泰五年（1454年）甲戌科會試第七十五名，殿試登進士第三甲第三名。

## 家族
曾祖父胡友道。祖父胡智忠。父亲胡讓。